# William Wallace Campbell
William Wallace Campbell (Condado de Hancock, Ohio, 11 de abril de 1862 — São Francisco, Califórnia, 14 de junho de 1938) foi um astrônomo amador estadunidense.
Foi diretor do Observatório Lick de 1900 a 1930. Especializou-se em espectroscopia.
Campbell foi um pioneiro da espectroscopia astronômica, catalogando as velocidades radiais das estrelas. Serviu como 10º Presidente da Universidade da Califórnia de 1923 a 1930. Cometeu suicídio em 14 de junho de 1938, com 76 anos de idade.

## Honrarias
Prêmios
- 1903 - Prémio Lalande
- 1906 - Medalha de Ouro da Royal Astronomical Society[1]
- 1906 - Medalha Henry Draper
- 1910 - Medalha Janssen
- 1915 - Medalha Bruce[2]

Homenagens
- Cratera Campbell na Lua
- Asteróide 2751 Campbell

### Obituários
- «ApJ 89 (1939) 143» (em inglês)
- «MNRAS 99 (1939) 317» (em inglês)
- «PASP 50 (1938) 204» (em inglês)